# Rhinosimus tarsalis
Rhinosimus tarsalis is een keversoort uit de familie platsnuitkevers (Salpingidae). De wetenschappelijke naam van de soort werd in 1910 gepubliceerd door Thomas Broun.